# Aeroportul Cherbourg – Maupertus
Aeroportul Cherbourg – Maupertus (IATA: CER, ICAO: LFRC) este un aeroport din Gonneville-le-Theil⁠(d), Manche, Normandia (regiune administrativă), Franța metropolitană, Franța ce deservește zona Cherbourg-Octeville. Aeroportul a fost tranzitat în 2022 de 3.402 pasageri. A fost deschis în 1939 și numit după zona deservită.
Situat la o altitudine de 140 m, aeroportul dispune de 1 pistă. Este operat de SNC-Lavalin⁠(d).

## Infrastructură

### Piste
Aeroportul dispune de o singură pistă. Pista 10/28 are suprafața de Bitum și dimensiunile 2.440 m × 45 m. 